# مايرون هيلي
مايرون هيلي (بالإنجليزية: Myron Healey)‏ هو كاتب سيناريو وممثل أمريكي، ولد في 8 يونيو 1923 في بيتالوما في الولايات المتحدة، وتوفي في 21 ديسمبر 2005 في سيمي فالي في الولايات المتحدة.

## أعمال

### أفلام
- (1969) عزم حقيقي

### مسلسلات
- الرجل الأخضر الخارق

## وصلات خارجية
- مايرون هيلي على موقع IMDb (الإنجليزية)
- مايرون هيلي على موقع ألو سيني (الفرنسية)
- مايرون هيلي على موقع أول موفي (الإنجليزية)
- مايرون هيلي على موقع قاعدة بيانات الأفلام السويدية (السويدية)
- مايرون هيلي على موقع إن إن دي بي (الإنجليزية)
- مايرون هيلي على موقع قاعدة بيانات الفيلم (الإنجليزية)
- مايرون هيلي على موقع كينوبويسك (الروسية)